# Diglossotrox
Diglossotrox — род долгоносиков из подсемейства Entiminae.

## Описание
Плечи надкрылий не развиты, сглажены. Корзиночки задних голеней слабо поднимаются к верху на заднем крае. Передний край головотрубки без покрытой чешуйками скопленной площадки.

## Систематика
К роду относятся:
- вид: Diglossotrox alashanicus
- вид: Diglossotrox auridorsis
- вид: Diglossotrox chinensis
- вид: Diglossotrox mannerheimi
- вид: Diglossotrox steveni
- вид: Diglossotrox tibetanus